# كيركالدي
كيركالدي (بالإنجليزية: Kirkcaldy) مقاطعة تابعة للحكم المحلي، تقع على الساحل الشرقي لمنطقة فايف باسكتلندا. تبعد عن شمال إدنبرة بـ19 كيلو متر و44 كيلو متر عن الجنوب الغربي لدندي. يبلغ عدد سكانها 144574 نسمة. تتميز معظم المنطقة بالحضرية في هيئتها، حيث تشتهر بصناعات الفحم الحجري والمشمعات الأرضية. يمثل ساحل كيركالدي منطقة سياحية شعبية، مع وجود مراكز في برنتسلاند وكنجهورن ولفن. وكيركالدي أيضًا اسم أكبر مدن المقاطعة، التي تشمل الميناء الرئيسي. والموانئ الأخرى هي موانئ برنتسلاند وبجلنروثز مطار صغير. وكانت كيركالدي في وقت من الأوقات تعرف باسم لانج تاون لأن شارعها الرئيسي كان يمتد لما يقارب 6 كم بمحاذاة الساحل.